# Шохонка (приток Волги)
Шохонка — река в России, протекает по Приволжскому району Ивановской области; правый приток реки Волга. Исток в полукилометре южнее деревни Касимовка, в месте впадения Шохонки в Волгу находится город Плёс.
По данным государственного водного реестра России относится к Верхневолжскому бассейновому округу.

## Палеонтология
В 1997 году во втором от устья овраге, впадающего в реку, обнаружен разрез с отложениями устьмыльского горизонта нижнеоленёкского подъяруса (ранний триасовый период). При раскопках, проведённых И. В. Новиковым, в этом разрезе обнаружены окаменелости двоякодышащих рыб Gnathorhiza triassica beresnikiensis, G. lozovskii, G. otschevi, G. cf. bogdensis, G. triassica baskunchakensis и G. sp., пролацертилии Microcnemus, а также темноспондильных амфибий Vladlenosaurus и Angusaurus. 